# Cordia lutea
Cordia lutea är en strävbladig växtart som beskrevs av Jean-Baptiste de Lamarck. Cordia lutea ingår i släktet Cordia, och familjen strävbladiga växter. Inga underarter finns listade i Catalogue of Life.

## Bildgalleri

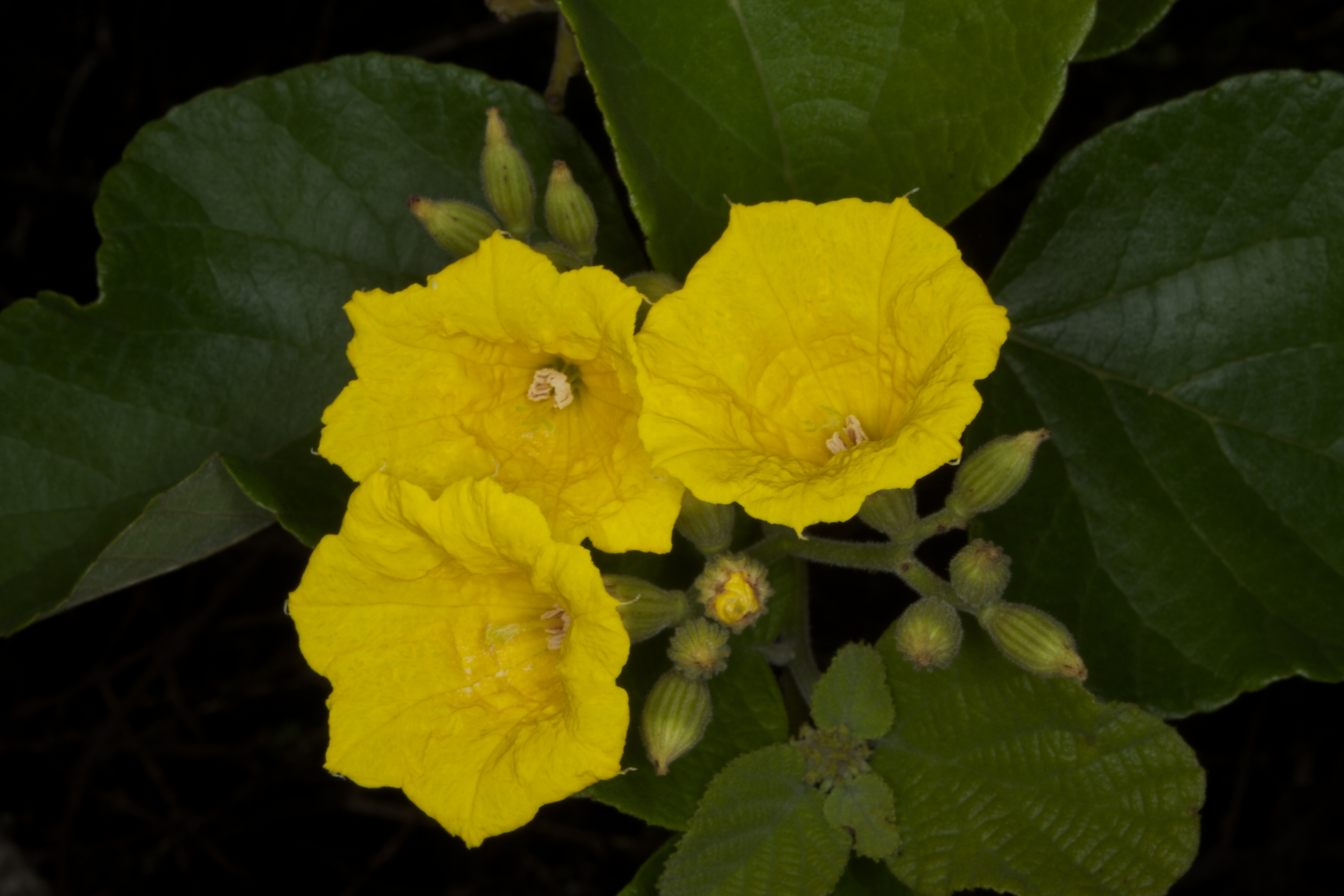
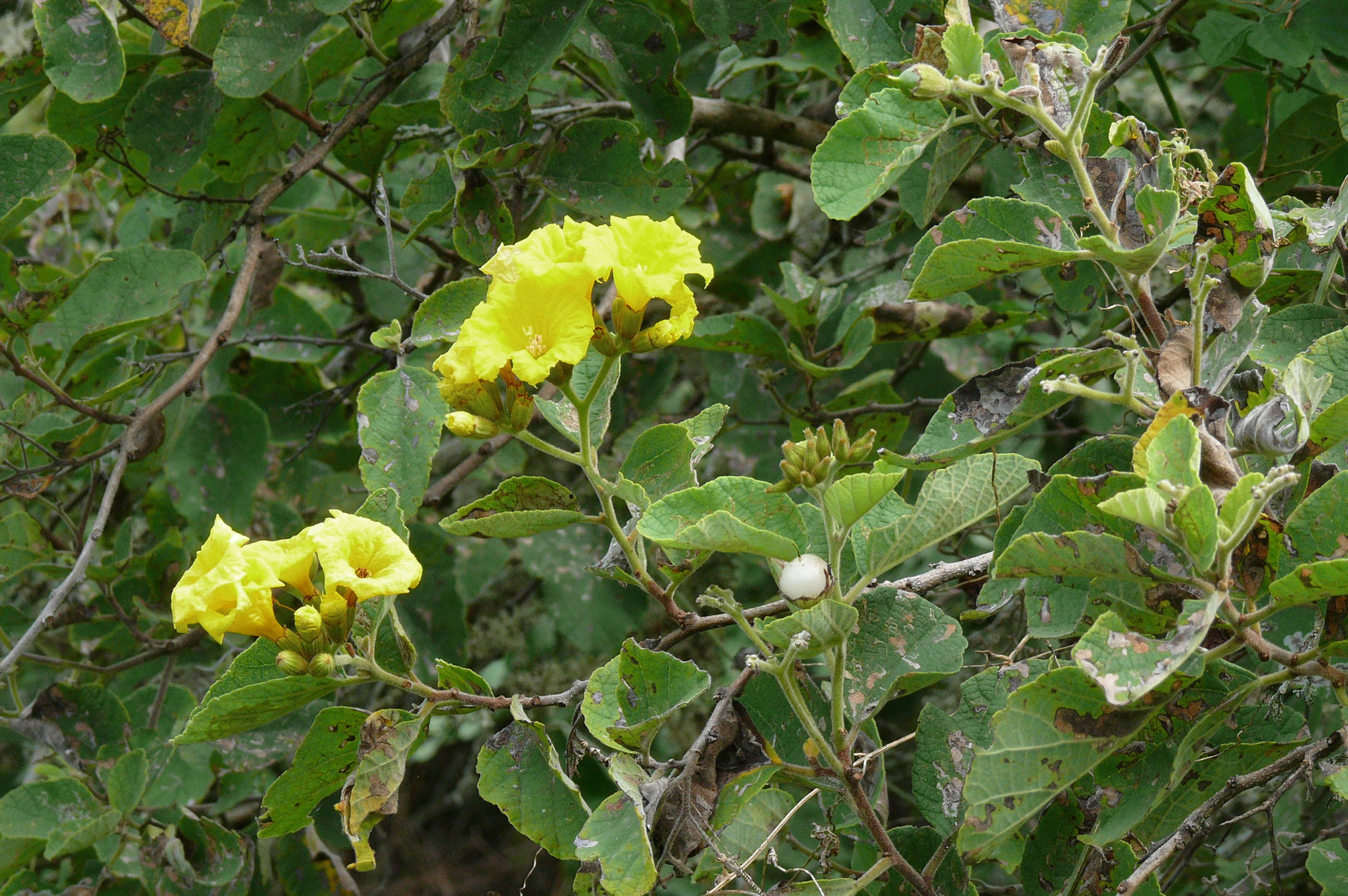